# Tockus
Tockus és un gènere d'ocells de la família de buceròtids (Bucerotidae), que habita diferents medis de la Zona Afrotròpica.

## Llista d'espècies
Aquest gènere conté 8 espècies:
- calau de Damara (Tockus damarensis).
- calau de Von der Decken (Tockus deckeni).
- calau becvermell (Tockus erythrorhynchus).
- calau becgroc septentrional (Tockus flavirostris).
- calau de Jackson (Tockus jacksoni).
- calau becgroc meridional (Tockus leucomelas).
- calau de Monteiro (Tockus monteiri).
- calau de Ruaha (Tockus ruahae).

El gènere ha patit diverses restructuracions a la llarga dels darrers anys. L'espècie Tropicranus albocristatus antigament era inclosa dins del gènere Tockus.